# Sergio Felipe
Sergio Andrés Felipe Silva (Montevideo, Uruguay, 21 de febrero de 1991) es un futbolista profesional uruguayo que se desempeña como defensa y actualmente milita en Santiago Wanderers de la Primera B de Chile.

## Clubes
| Club               | País    | Año       | PJ | Goles |
| ------------------ | ------- | --------- | -- | ----- |
| El Tanque Sisley   | Uruguay | 2013-2015 | 21 | 1     |
| Villa Española     | Uruguay | 2015      | 6  | 0     |
| Tanque Sisley      | Uruguay | 2016      | 6  | 0     |
| Villa Española     | Uruguay | 2016      | 13 | 1     |
| Sud América        | Uruguay | 2017      | 36 | 4     |
| Danubio            | Uruguay | 2018-2019 | 62 | 5     |
| Palestino          | Chile   | 2020      | 18 | 0     |
| Coquimbo Unido     | Chile   | 2021      | 30 | 3     |
| Rangers            | Chile   | 2022-2024 | 14 | 1     |
| Santiago Wanderers | Chile   | 2025-Act. |    |       |

## Palmarés

### Campeonatos nacionales
| Título    | Club           | País  | Año  |
| --------- | -------------- | ----- | ---- |
| Primera B | Coquimbo Unido | Chile | 2021 |